# Weezer (álbum de 2008)
Weezer, también conocido como The Red Album, es el sexto álbum de estudio de la banda estadounidense Weezer. Fue lanzado el 3 de junio de 2008 bajo el sello Geffen Records, teniendo como productores a Rick Rubin y Jacknife Lee en conjunto con la misma banda.
Del álbum se extrajeron los sencillos "Pork and Beans", "Troublemaker", "The Greatest Man That Ever Lived" y "Dreamin'".

## Lista de temas
| N.º | Nombre                                                         | Duración |
| --- | -------------------------------------------------------------- | -------- |
| 1.  | Troublemaker                                                   | 2:44     |
| 2.  | The Greatest Man That Ever Lived (Variations on a Shaker Hymn) | 5:52     |
| 3.  | Pork and Beans                                                 | 3:09     |
| 4.  | Heart Songs                                                    | 4:06     |
| 5.  | Everybody Get Dangerous                                        | 4:03     |
| 6.  | Dreamin'                                                       | 5:12     |
| 7.  | Thought I Knew                                                 | 3:01     |
| 8.  | Cold Dark World                                                | 3:51     |
| 9.  | Automatic                                                      | 3:07     |
| 10. | The Angel and the One                                          | 6:46     |

### Pistas adicionales
Existentes en las ediciones de lujo editadas en Japón, Estados Unidos y Reino Unido. 
| N.º | Nombre       | Duración |
| --- | ------------ | -------- |
| 11. | Miss Sweeney | 4:02     |
| 12. | Pig          | 4:02     |
| 13. | The Spider   | 4:43     |
| 14. | King         | 5:11     |

Bonus existente en la versión para iTunes
| N.º | Nombre     | Duración |
| --- | ---------- | -------- |
| 11. | It's Easy  | 3:10     |
| 12. | I Can Love | 3:49     |

## Personal
- Rivers Cuomo: voz principal excepto en "Thought I Knew", "Automatic", "Cold Dark World" y "King", coros en "Thought I Knew", "Automatic", "Cold Dark World" y "King", guitarra líder excepto en "Thought I Knew" y "Automatic", batería en "Thought I Knew" y "Automatic".
- Brian Bell: guitarra rítmica, teclados, sintetizador, coros excepto en "Thought I Knew", voz principal en "Thought I Knew", voz en "Everybody Gets Dangerous" y "Dreamin".
- Scott Shriner: bajo, teclados, sintetizador Korg R3, coros excepto en "Cold Dark World" y "King", voz principal en "Cold Dark World" y "King".
- Patrick Wilson: batería excepto en "Thought I Knew" y "Automatic", teclados, percusión, coros excepto en "Automatic", guitarra líder en "Thought I Knew" y "Automatic", voz principal en "Automatic".